# Premeditación
Premeditación, en el Derecho penal, es una de las circunstancias agravantes de la responsabilidad criminal, por lo que está recogida en numerosos códigos penales de todo el mundo.

## Como circunstancia agravante
Tomando la voz premeditación en el amplio concepto de meditación previa sobre un asunto cualquiera, no habría delito que no concurriese. Por ello, esta premeditación debe ser algo distinto que exceda lo que todo acto deliberado supone, revelando una persistencia grande en el propósito criminal y una perversidad del delincuente mayor que la precisa para la realización del delito.
Resulta por lo tanto complejo fijar el plazo de tiempo necesario para poder hablar de existencia de premeditación. No obstante, es común el requisito de un "espacio de tiempo suficiente", que dependerá generalmente de las circunstancias, del que se pueda mostrar la perseverancia tenaz del culpable en la resolución del delito o una meditación fría, calculada y reflexiva, de la comisión del mismo, asumiendo las consecuencias penales que se deriven.

## Relación con otras circunstancias
La agravante de premeditación es incompatible con toda aquella circunstancia que la excluya (arrebato, obcecación, fuerza o miedo); mas puede coexistir con la de embriaguez (esta puede ser posterior a la premeditación o incluso ser un medio premeditado para la comisión del delito).

## Delitos de aplicación
La premeditación no es aplicable en todos aquellos delitos que no pueden verificarse sin ella, por ser inherente a los mismos. Son delitos que requieren una meditación y preparación reflexiva en todos los casos, como la sedición, rebelión, falsificación, estafa o el robo (pero no el robo con homicidio).
Aunque la premeditación concurra en el autor del delito, no debe hacerse extensiva a los cómplices y encubridores, salvo que se pruebe que en ellos concurrió particularmente.